# 毒嘧啶
毒嘧啶（也称4-氨基-5-羟基甲基-2-甲基嘧啶）是一种含氮杂环有机化合物，化学式为C6H9N3O，能作为维生素B6的拮抗剂。